# Katarzyna Kiedrzynek
Katarzyna Kiedrzynek (Lublin, 19 maart 1991) is een Pools doelvrouw. Ze komt sinds 2013 uit voor Paris Saint-Germain en daarvoor voor het vrouwenelftal van Górnik Łęczna. Daarnaast speelt ze voor het Poolse vrouwenvoetbalelftal.